# Стрічка Мебіуса

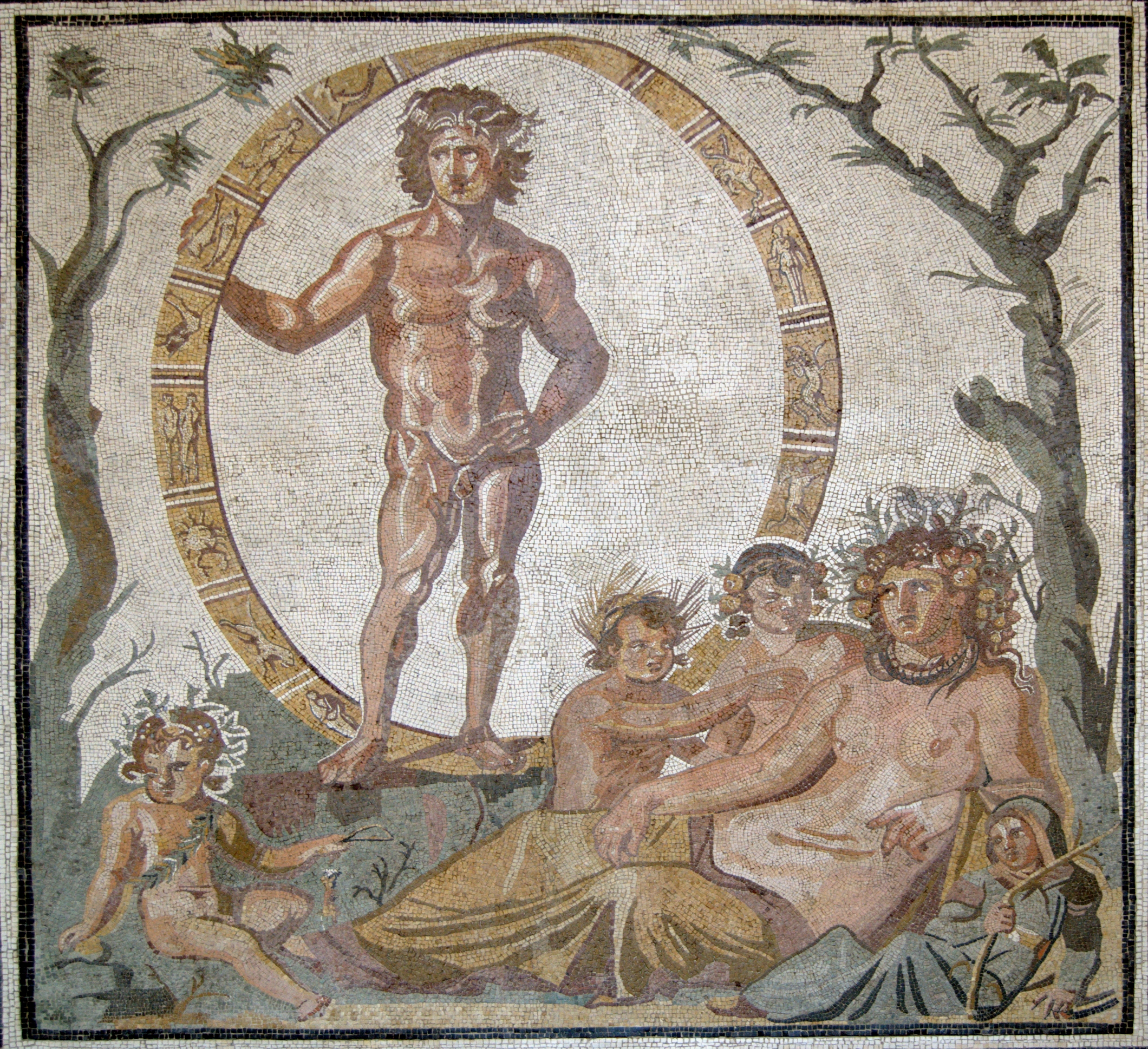
Римська мозаїка III століття нашої ери із зображенням стрічки Мебіуса, мюнхенська Гліптотека

Стрі́чка Ме́біуса чи смужка Мебіуса (німецька вимова [ˈmøbiʊs]) є поверхнею лише з одним боком і лише одним краєм. Вона має математичну властивість неорієнтованості. Також вона є лінійчатою поверхнею. Вона була незалежно відкрита німецькими математиками Мебіусом і Лістінгом в 1858 році. Однак відповідні фігури зустрічаються ще у римський мозаїці 200 - 250 років нашої ери.
Модель стрічки Мебіуса можна виготовити з довгої прямокутної смужки паперу,  закрутивши один з її кінців на півоберту і поєднавши короткі її краї для створення замкненої поверхні. 
В евклідовому просторі є два типи стрічок Мебіуса, в залежності від напряму здійсненого півоберту: закручена за годинниковою стрілкою та проти. Звідси можна зробити висновок, що стрічка Мебіуса є хіральною поверхнею.
Як абстрактний топологічний простір, стрічка Мебіуса може бути вкладена в тривимірний евклідів простір багатьма різними способами: як ліво- або правозакручена поверхня (закручена за- або проти годинникової стрілки), а також вона може бути вкладена з непарною кількістю {\displaystyle n} обертів ({\displaystyle n>1}), або з вузловим розташуванням центральної лінії. 
Будь-які два вкладення з однаковим вузлом для центральної лінії і однаковою кількістю та напрямком скруток є топологічно еквівалентними. Всі ці вкладення мають лише один бік та лише одну граничну криву. Але при вкладенні в інші простори стрічка Мебіуса може мати два боки.

## Рівняння

Параметричний опис стрічки Мебіуса.

Як поверхня в {\displaystyle \mathbb {R} ^{3}}, стрічка Мебіуса задається системою параметричних рівнянь:
{\displaystyle x(u,v)=\left(1+{\frac {v}{2}}\cos {\frac {u}{2}}\right)\cos u,}
{\displaystyle y(u,v)=\left(1+{\frac {v}{2}}\cos {\frac {u}{2}}\right)\sin u,}
{\displaystyle z(u,v)={\frac {v}{2}}\sin {\frac {u}{2}},}
де {\displaystyle 0\leqslant u<2\pi } та {\displaystyle -1\leqslant v\leqslant 1}. Ці формули задають стрічку Мебіуса ширини 1, чий центральний круг має радіус 1 та лежить у площині {\displaystyle Oxy\ (z=0)} з центром в точці {\displaystyle (0,\;0,\;0)}. Параметр {\displaystyle u} пробігає вздовж стрічки, в той час як {\displaystyle v} задає відстань від краю.
В циліндричних координатах {\displaystyle (r,\;\theta ,\;z)}, необмежена версія стрічки Мебіуса може бути представлена рівнянням:
{\displaystyle ~\log r\sin(\theta /2)=z\cos(\theta /2),}
де функція логарифма має довільну основу.

## Властивості
- Поверхня Мебіуса є найпростішою неорієнтованою поверхнею: якщо асиметричний двовимірний об'єкт один раз повністю пройде вздовж стрічки, він повернеться у вихідне положення у вигляді свого дзеркального відображення. Зокрема, вигнута стрілка, що вказує напрямок за годинниковою стрілкою (↻), пройшовши повністю вздовж стрічки, повернеться як стрілка, що вказує напрямок проти годинникової стрілки (↺). Це означає, що в межах поверхні Мебіуса неможливо послідовно визначити, що означає рухатися «за годинниковою стрілкою» чи «проти годинникової стрілки». 
Будь-яка інша поверхня є неорієнтованою тоді і тільки тоді, коли вона містить поверхню Мебіуса як підмножину.[3]
- Стрічки Мебіуса з непарною кількістю напівобертів, більшою за одиницю, або які зав'язані вузлом перед склеюванням, відрізняються як вбудовані підмножини тривимірного простору, хоча всі вони еквівалентні як двовимірні топологічні об'єкти.[4]

- Якщо розрізати стрічку по центральній лінії, то замість двох стрічок Мебіуса утвориться одна довга, двобічна, вдвічі більш закручена стрічка. Ця поверхня є топологічно еквівалентною до циліндра.
- Якщо тепер цю двічі скручену стрічку ще раз так само розрізати по центральній лінії, то утворяться дві з'єднані двічі скручені (двобічні) стрічки, намотані одна на одну.
- Якщо стрічку Мебіуса розрізати вздовж по лінії, що проходить від краю на третину її ширини, то отримаємо дві з'єднані між собою стрічки: одна з них, тонша, буде поверхнею Мебіуса, а друга буде двічі закрученою двобічною поверхнею.[4]

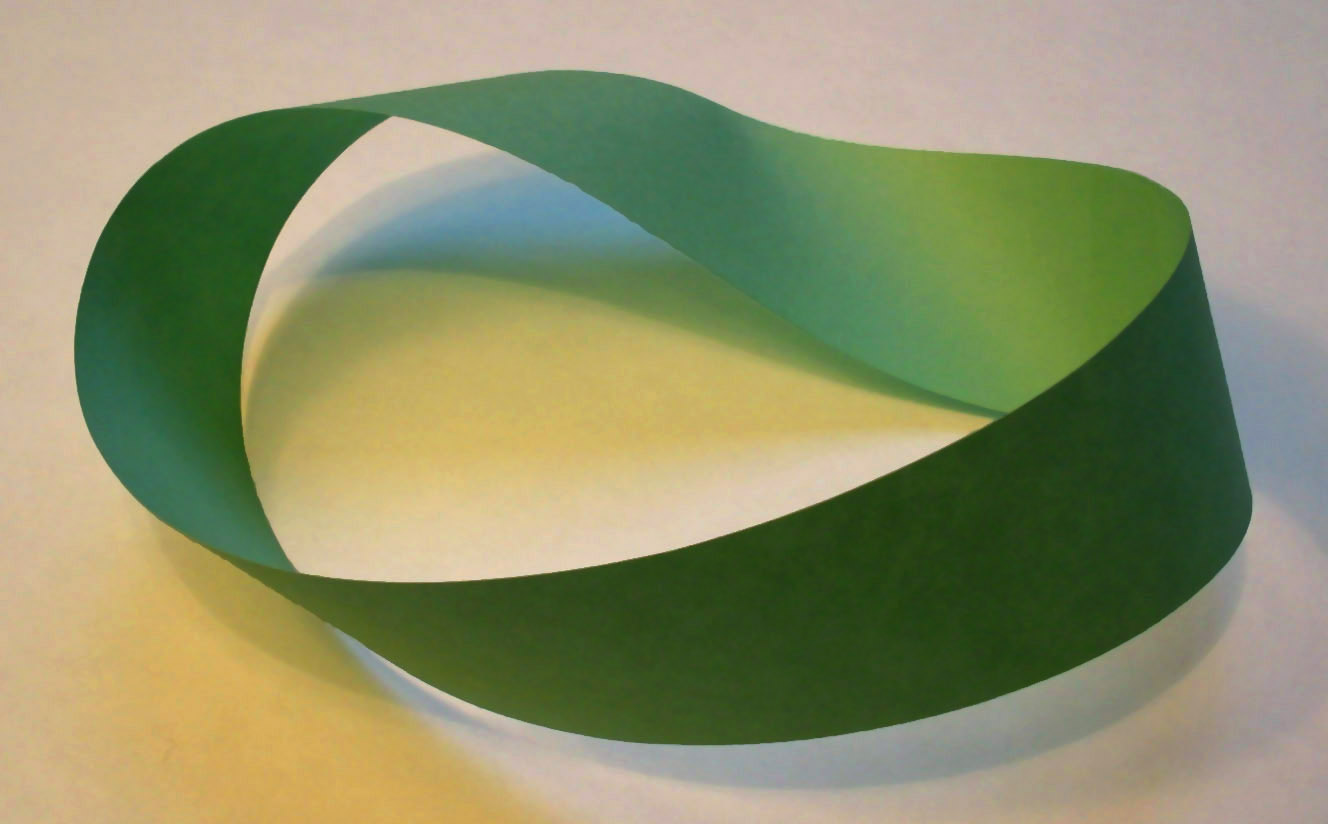
Стрічка Мебіуса зроблена зі смужки паперу або стрічки.
Щоб перетворити прямокутник в стрічку Мебіуса, з'єднайте ребра, позначені "A" так, щоб напрями стрілок збіглися.
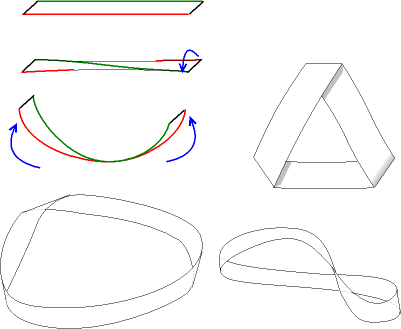
Схема створення стрічки Мебіуса зі смужки паперу

## Символіка

Міжнародний символ переробки.

У 20 столітті бузкова стрічка Мебіуса стала символом немоногамних стосунків та вільного кохання зокрема.